# Yoshiki
Yoshiki, nom de scène de Yoshiki Hayashi (林佳樹, Hayashi Yoshiki, né le 20 novembre 1965 à Chiba, au Japon) est un musicien, auteur-compositeur-interprète et producteur de musique japonais.
Il joue de plusieurs instruments, dont le piano, la batterie (dont il joue depuis respectivement l'âge de quatre et dix ans) et la guitare. En revanche, s'il est arrivé que Yoshiki récite des poèmes dans ses chansons, il n'a jamais réellement chanté.
Il est le cofondateur et meneur du groupe de visual kei X Japan dont il déclare lors d'une interview: « X Japan was my life. » (« X Japan était ma vie. »)

## Biographie
Lorsqu'il a 10 ans, l'entreprise familiale n'allant pas bien, Yoshiki perd son père qui se suicide. Cet évènement traumatise et bouleverse Yoshiki à jamais, et c'est principalement de là qu'il tire la sensibilité qu'il fait partager dans sa musique. C'est également à partir de ce moment que la mère de Yoshiki lui fit commencer la batterie, espérant que cela lui permette d'extérioriser sa peine ainsi que sa douleur.
Celle-ci, professeur de piano, lui enseigna son art dès ses 4 ans. Après la mort de son mari elle se retrouvait seule à devoir élever son fils et à s'occuper des affaires de son mari.
Cependant, le temps passant, la situation s'arrangea, et elle s'arrangea si bien qu'elle put emmener Yoshiki au concert de son groupe préféré : Kiss. Ce concert avait lieu au Tokyo Dome.
Ce concert fut la révélation pour Yoshiki, il voulait devenir une rockstar.
Au niveau scolaire, Yoshiki était un mauvais élève, bagarreur, ne travaillant pas, mais excellent dans les langues. Ses professeurs tentèrent de le dissuader, mais cela n'y fit rien, après son diplôme, il voulait faire du rock.
En 1982, à 17 ans, Yoshiki décide de former un groupe de rock avec son ami Toshimitsu « Toshi » Deyama. D'autres musiciens se joignirent à eux, mais Yoshiki dans sa recherche de perfection musicale changea souvent de guitaristes ou bassiste.
Cependant, en 1987, il entend parler d'un certain Hideto "hide" Matsumoto, un guitariste du groupe "Saber Tiger" qui vient juste de se séparer. Hide allait renoncer à la guitare pour devenir coiffeur comme ses parents, et aussi ironique que cela puisse paraître, allait se couper les cheveux. La proposition que lui fait Yoshiki de le rejoindre ainsi que d'autres musiciens dont il a également eu vent comme de Tomoaki "PATA" Ishizuka ou Taiji Sawada, est aussitôt acceptée par hide. Celui-ci n'aura pas à se couper les cheveux et abandonne ses études de coiffure.
À partir de là, le groupe va enfin pouvoir commencer sa carrière. Yoshiki le nomme "X" et décide qu'il faut partir à Tokyo. Cela oblige Toshi à abandonner ses études de médecine, qu'il avait pourtant si brillamment entamées.
Les membres du groupe sont obligés de faire des petits boulots pour pouvoir vivre. Ils répètent dès qu'ils ont du temps libre, et Yoshiki se donne énormément de mal dans ses compositions.
Vient un concours aux États-Unis où le groupe décide de se présenter en 1988. Une formation se nommant déjà "X" y est déjà inscrite donc Yoshiki décide de renommer son groupe "X Japan". Même s'ils ne gagnent pas, Yoshiki a alors la ferme conviction de démarcher auprès des maisons de disques et des labels.
Malheureusement pour eux, leur style de musique est jugé trop violent. Cela ne décourage en rien Yoshiki qui décide alors de fonder son propre label. Il fait appel à sa mère qui accepte de le financer, et une fois cela fait, le label Extasy Records est créé.
En 1989 le groupe perce magistralement avec la sortie de leur deuxième album Blue Blood, le premier album étant Vanishing Vision.
C'est durant l'été de cette même année que Yoshiki se rendit en France (alors que les autres membres se déplaçaient aux États-Unis) pour tourner les images du clip de la chanson "Rose Of Pain" dans Paris et plusieurs villages de l'Aisne  sous la direction du réalisateur français Didier Deleskiewicz .
Bien que le groupe soit sur une grande lancée, en 1992, Taiji annonce son départ du groupe. Il ne supporte plus la mégalomanie et l'autorité de Yoshiki et préfère partir. Il sera alors remplacé par Hiroshi "Heath" Morie qui donne par la même occasion un second souffle au groupe, celui-ci se vendant de moins en moins.
Après 5 albums, 18 singles et 15 concerts au Tokyo Dome, le groupe se sépare soudainement en 1997, à la suite du départ de Toshi pour des raisons d'ordre sectaire.
Yoshiki veut cependant reformer le groupe, vers les années 2000. C'est ce que souhaite hide également. Malheureusement, la mort tragique de celui-ci fait que ce projet est abandonné.
Beaucoup ont eu peur pour Yoshiki à cette période. Il avait déjà dû endurer le suicide de son père, maintenant il doit encaisser la perte d'une personne qu'il considérait comme son frère. « X-Japan was my life » comme il le dit lui-même.
Pour fuir les pressions médiatiques japonaises, il décide alors de s'exiler à Los Angeles, plus précisément à Hollywood, pour se consacrer exclusivement à la production. Il décide aussi d'abandonner pendant quelque temps la batterie.
Parallèlement à son travail de batteur, pianiste et compositeur de X Japan, Yoshiki a aussi collaboré avec quelques grands artistes, comme le batteur du groupe Queen Roger Taylor, le producteur des Beatles George Martin, et d’autres encore, pour l’album « Kiss my ass » en hommage au groupe Kiss. En tant que producteur, il a fourni leur premier contrat avec Extasy Records à des groupes tels que Luna Sea, Glay,Zi:Kill, Dir en Grey et TRAX.
Après la séparation de X Japan, son grand projet fut la création du groupe Violet UK, mais la sortie du premier album a été repoussée à plusieurs reprises. Il y eut cependant un concert de présentation en février 2002 avec comme chanteuse Nicole Scherzinger devenue maintenant la leader des Pussycat Dolls.
Il composa également des morceaux classiques et des arrangements orchestraux de morceaux de X Japan, ainsi qu'un concert symphonique, joué en 2002 et sorti en DVD en 2005.
Yoshiki devint un producteur très actif, par exemple avec les groupes Dir en Grey et TRAX. Il a également brièvement rejoint en 2002 comme batteur le groupe pop globe de son ami Tetsuya Komuro, renommé pour l'occasion globe Extreme. Il a  composé pour la bande son du film Catacombs,.
Plus récemment il a créé JRock Revolution Festival à Los Angeles, en Californie, durant lequel il annonça sa participation dans le projet Skin aux côtés de Gackt, Sugizo et Miyavi.
Le 8 juillet 2007, Yoshiki honore de sa présence la Japan Expo au parc des expositions de Villepinte pour une séance de dédicace et une conférence. Certains fans patientent pendant plus de 23 h pour rencontrer le musicien.
X Japan reprend ses activités et leur nouveau single, I.V. est la musique finale du film Saw IV. Un nouvel album serait prévu, mais aucune date n'a encore été avancée.
L'autre actualité du groupe est la tenue de trois concerts au Tokyo Dome le 28, 29 et 30 mars 2008. Chacun de ces concerts aura sans doute une ambiance particulière, comme en témoignent les surnoms donnés à chacun de ces évènements : ~Night of Destruction~ pour le premier concert, ~Night of Madness~ pour le deuxième et ~Night of Creation~ pour le dernier. En revanche, peu d'informations ont circulé quant à l'identité du sixième membre. Le 1er mai 2009, son identité est enfin rendues publique : Il s'agit de Sugizo, ancien guitariste du groupe Luna Sea, celui qui a remplacé hide dans les premiers concerts d'X-Japan après leur retour sur la scène du Tokyo Dome.
En 2012, il a été sollicité par la HFDA afin de réaliser le thème de la cérémonie des Golden Globes Awards.
En janvier 2014, Yoshiki annonce une tournée mondiale en solo faisant référence à son dernier album Yoshiki Classical, un concert est prévu à Paris le 26 mai 2014 au Trianon.
Une nouvelle tournée mondiale du groupe X Japan est aussi annoncée, avec plusieurs dates aux États-Unis et en Asie, mais aussi des dates pour l'Europe, mais la seule date précisément donnée par le groupe est celle du 11 octobre 2014, au cours de laquelle le groupe donnera un concert au Madison Square Garden à New York.

## Discographie
Cette liste ne comprend pas les morceaux réalisés avec X Japan.

### Albums
- Yoshiki Selection (12 novembre 1991)
- Eternal Melody (21 avril 1993)
- A Music Box For Fantasy (25 juillet 1993)
- Yoshiki Selection II (4 novembre 1996)
- Eternal Melody II (23 mars 2005)
- Yoshiki Classical (27 août 2013)
- We Are X Soundtrack (3 mars 2017)

### Singles
- "Haitoku no Hitomi ~Eyes of Venus~" (背徳の瞳 〜Eyes of Venus〜?)/"Virginity" (Avec V2, 19 janvier 1992)
- "Amethyst" (3 novembre, 1993)
- "Ima wo Dakishimete" (今を抱きしめて, Avec Noa, 3 novembre 1993)
- "Rain" (Avec Glay, 25 mai 1994)
- "Foreign Sand" (Avec Roger Taylor, 1er juin 1994)
- "Moment" (Avec Hideki Saijo, 6 août 1997)
- "Begin" (Avec Shoko Kitano, 23 juin 1998)
- "Bara to Midori" (薔薇と緑, avec Shoko Kitano, 28 octobre 1998)
- "Shinku no Hana" (深紅の花, avec Shizuka Kudo, 8 novembre 2000)
- "I'll Be Your Love" (Avec Dahlia, Expo 2005 theme song, 29 octobre, 2003)
- "Scorpio" (Avec TRAX, 15 décembre 2004)
- "Rhapsody" (Avec TRAX, 20 avril 2005)
- "Sex and Religion" (Avec Violet UK, 19 décembre 2005)

### Autres
- Black Diamond (13 juin 1994, pour l'album Kiss my ass en hommage au groupe Kiss)
- Introduction & Good bye (1er mai 1999, pour l'album Hide tribute spirit en hommage à hide).
- Ai Chikyu-haku presents Love the Earth (30 mai 2005)